# Cabera incoloraria
Cabera incoloraria là một loài bướm đêm trong họ Geometridae.